# Melzerus difficilis
Melzerus difficilis är en skalbaggsart som först beskrevs av Julius Melzer 1934.  Melzerus difficilis ingår i släktet Melzerus och familjen långhorningar.
Artens utbredningsområde är Paraguay. Inga underarter finns listade i Catalogue of Life.